# Vendsyssel FF
Vendsyssel FF is een Deense voetbalclub uit de stad Hjørring, dat ligt in de regio Vendsyssel  van Noord-Jutland. De club werd in 1886 opgericht en speelt zijn wedstrijden in de Nord Energi Arena, dat een capaciteit heeft van 7.500 toeschouwers. De traditionele kleuren zijn donkerblauw en wit.

## Geschiedenis
De club ontstond uit een fusie tussen twee clubs: Hjørring Gymnastikforening en Hjørring Kricketclub, en vormde zo Hjørring Fodboldklub. In 1919 zouden Hjørring FK en Hjørring Sportsklub een fusie tegemoet gaan om zo Hjørring IF te vormen. In 2006 werd de naam veranderd naar FC Hjørring. In de zomer van 2010 zou de club voor de eerste keer in de geschiedenis promoveren naar de 1. Division, middels het kampioenschap in de 2. Division West. De club eindigde ruimschoots voor Hobro IK, dat via de barrage-wedstrijden alsnog zou promoveren naar de tweede klasse.
In 2013 veranderde de club haar naam in Vendsyssel FF, naar de gelijknamige regio in het uiterste noorden van Denemarken. De club neemt de licentie over van FC Hjørring in de 1. Division.
Het stadion van Vendsyssel wordt ook gebruikt voor de wedstrijden van de vrouwen van Fortuna Hjørring, die in de Elitedivisionen van Denemarken spelen. In 2011 werd besloten dat het zou worden gerenoveerd tot een volwaardig complex voor de 1. Division, maar die plannen gingen vanwege financiële problemen van de club niet door. Er werd in 2013 alsnog een renovatie van het stadion voorgesteld. Er herrees een nieuwe, overdekte zittribune voor 500 toeschouwers. Tegenover de hoofdtribune werd een nieuwe staantribune voor 1.500 personen gebouwd, die eventueel nog overdekt kan worden gemaakt. Het toeschouwerrecord werd gevestigd in de bekerwedstrijd tegen FC Kopenhagen, toen waren er 5.281 mensen aanwezig.
In de loop der jaren heeft Vendsyssel FF zich als vaste waarde in de 1. Division bewezen en eindigde vanaf het seizoen 2014/2015 telkens in het linkerrijtje. In 2017 werd zelfs een tweede plaats behaald. In de eindronde verloor men echter over twee wedstrijden van AC Horsens (uit 0-0 en thuis 1-3), waardoor het in de 1. Division zou blijven. De withemden hebben wel de ambitie om naar de Superligaen te promoveren en daar als meest noordelijke Deense voetbalclub uit te komen.
Het volgende seizoen had VFF een vliegende start en leek de te kloppen ploeg op weg naar het hoogste niveau, maar na een mindere fase na de winterstop werd met enig geluk nog de derde plaats bereikt. In de laatste competitiewedstrijd scoorde het al gedegradeerde Brabrand IF in blessuretijd de 3-3 binnen tegen concurrent Viborg FF, waardoor Vendsyssel in extremis over Viborg zou heen klimmen op de ranglijst en het dus een ticket voor de play-offs pakte. Hierin won men twee keer van Lyngby BK, de herkanser uit de Superligaen, waardoor na 40 seizoenen er weer een club uit de regio Vendsyssel op het hoogste voetbalniveau van Denemarken zou spelen. In het seizoen 1978 was dat voor het laatst Frederikshavn fI. Voor de withemden is het overigens de allereerste keer in de historie dat men uitkomt in de Superliga.
In het debuutjaar in de Superliga verraste Vendsyssel vriend en vijand door in eigen huis FC Kopenhagen met 2-1 te verslaan en een aantal maanden later in Brøndbystadion met een 2-3-zege te stunten tegen de Deense topclub Brøndby IF. Het avontuur duurde slechts een jaar, want in de play-offs voor promotie-/degradatie verloor het over twee wedstrijden van Lyngby BK.
Na twee seizoenen wist het zich op het nippertje te redden van degradatie naar de 2. division. In puntenaantal en doelsaldo eindigde Vendsyssel FF exact gelijk met Kolding IF. Het verschil in gescoorde doelpunten viel uit in het voordeel van de blauw-witten, waardoor het in de 1. division bleef.

## Eindklasseringen
| 5 |

| 8 |

| 10 |

| 12 |

|  |

|  |

|  |

|  |

|  |

|  |

|  |

|  |

|  |

|  |

|  |

| 12 |

|  |

|  |

|  |

|  |

|  |

|  |

| 13 |

|  |

|  |

|  |

| 10 |

| 13 |

| 7 |

| 8 |

| 9 |

| 11 |

| 9 |

|  |

|  |

|  |

|  |

|  |

|  |

|  |

|  |

|  |

|  |

|  |

|  |

|  |

| 5 |

| 7 |

| 13 |

| 8 |

| 9 |

| 12 |

| 9 |

| 10 |

| 13 |

| 13 |

| 1 |

| 13 |

| 10 |

| 7 |

| 9 |

| 4 |

| 4 |

| 2 |

| 3 |

| 12 |

| 7 |

| 10 |

| 9 |

| 4 |

| 6 |

| 11 |

| Superligaen (Niv. 1) | 1. division (Niv. 2) | 2. Division (Niv. 3) | D'marken Series Niv. 4 |

In 1991 werd de Superligaen geïntroduceerd. De 1. division werd vanaf dat jaar het 2e niveau en de 2. division het 3e niveau. 
 In de seizoenen 1991/92 t/m 1994/95 werd een herfst (h)- en een voorjaarscompetitie (v) gespeeld, waarbij in de herfst al werd gepromoveerd en gedegradeerd.
| Seizoen       | №           | Clubs       | Divisie          | Duels       | Winst       | Gelijk      | Verlies     | Doelsaldo   | Punten      | Tsch        |
| FC Hjørring   | FC Hjørring | FC Hjørring | FC Hjørring      | FC Hjørring | FC Hjørring | FC Hjørring | FC Hjørring | FC Hjørring | FC Hjørring | FC Hjørring |
| ------------- | ----------- | ----------- | ---------------- | ----------- | ----------- | ----------- | ----------- | ----------- | ----------- | ----------- |
| 2006–2007     | 10          | 14          | 2. division West | 26          | 8           | 6           | 12          | 42–49       | 30          | nb          |
| 2007–2008     | 13          | 16          | 2. division West | 30          | 7           | 9           | 14          | 36–49       | 30          | nb          |
| 2008–2009     | 13          | 16          | 2. division West | 30          | 7           | 9           | 14          | 35–48       | 30          | nb          |
| 2009–2010     | 1           | 16          | 2. division West | 30          | 23          | 4           | 3           | 60–23       | 73          | nb          |
| 2010–2011     | 13          | 16          | 1. division      | 30          | 8           | 9           | 13          | 40–57       | 33          | 1.061       |
| 2011–2012     | 10          | 14          | 1. division      | 26          | 8           | 7           | 11          | 31–42       | 31          | 1.139       |
| 2012–2013     | 7           | 12          | 1. division      | 33          | 10          | 10          | 13          | 38–41       | 40          | 884         |
| Vendsyssel FF |             |             |                  |             |             |             |             |             |             |             |
| 2013–2014     | 9           | 12          | 1. division      | 33          | 12          | 2           | 19          | 35–59       | 38          | 896         |
| 2014–2015     | 4           | 12          | 1. division      | 33          | 13          | 10          | 10          | 35–29       | 49          | 1.149       |
| 2015–2016     | 4           | 12          | 1. division      | 33          | 16          | 8           | 9           | 41–33       | 56          | 1.149       |
| 2016–2017     | 2           | 12          | 1. division      | 33          | 16          | 7           | 10          | 51–39       | 55          | 1.112       |
| 2017–2018     | 3           | 12          | 1. division      | 33          | 15          | 11          | 7           | 59–42       | 56          | 1.080       |
| 2018–2019     | 12          | 14          | Superligaen      | 26          | 5           | 7           | 14          | 24–41       | 22          | 3.606       |
| 2019–2020     | 7           | 12          | 1. division      | 33          | 12          | 8           | 13          | 35–39       | 44          | 837         |
| 2020–2021     | 10          | 12          | 1. division      | 32          | 8           | 8           | 16          | 33–51       | 32          | 516         |
| 2021–2022     |             | 12          | 1. division      |             |             |             |             | –           |             |             |

## Bekende (oud-)spelers
- Zie ook: Lijst van spelers van Vendsyssel FF
- Maxime Annys
- Kemy Agustien
- Jesper Christiansen
- Ralph van Dooren
- Roel van Hemert
- Hjalte Bo Nørregaard
- Sander Fischer